# Биямбаре

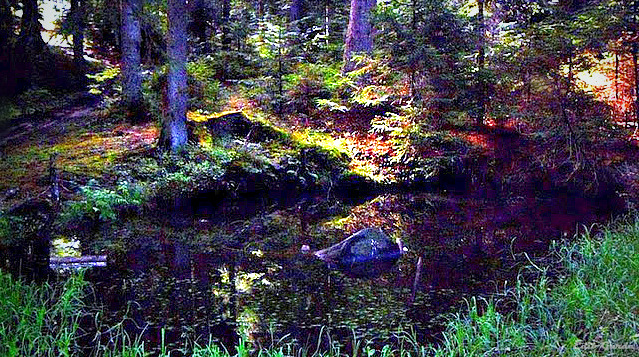
Лес Биямбаре

Биямбаре (босн. Bijambare) — горный район в Боснии и Герцеговине, знаменитый своими пещерами. Находится в северо-восточной части общины Илияш между сёлами Нишичи и Криваевичи. Туда можно добраться по автомагистрали Сараево-Олово, от которой ответвляется асфальтовая дорога, ведущая в горы и к пещерам Биямбаре. Большая часть этих пещер открыта для посещения.
Биямбаре был признан особо охраняемой природной территорией (площадь 370,3 га). Была проведена реконструкция инфраструктуры: устроены дорожки, электрическое освещение, установлены информационные таблички и т. п.
Оптимальная высота над уровнем моря (в среднем около 950 м), густые хвойные леса, луга, две реки с озёрами и ущельями, восемь пещер, скальные массивы и чистый воздух создают идеальные условия для альпинизма, спелеологии, катания на лыжах, походов по грибы, сбора лекарственных трав или просто походов и экскурсий.
Средняя часть Биямбареe является карстовым анклавом с такими характерными признаками как пещеры, теряющиеся реки, воронкообразные впадины и скалистые массивы. Восемь пещер расположены на трех горизонтах на довольно небольшой площади. Самая популярная из них — средняя пещера — часто посещается туристами на протяжении длительного времени. Пещера имеет длину 420 м (основной ход, не считая ответвлений) и четыре зала со сталактитами и сталагмитами. Четвертый зал — самый большой (около 60 м в диаметре и 15-30 м в высоту). Его также называют «концертным залом» из-за акустических эффектов. Верхняя пещера является самой старой. Она не так привлекательна для туристов, однако из неё открываются красивые виды на окружающую местность. Нижняя пещера также открыта для посещения.